# Burskap
Burskap, från medellågtyskans bûrschap, var fram till tiden för näringsfrihetens tillämpning i Sverige 1864 den lagliga rättigheten att utöva ett yrke i en stad och åtnjuta de förmåner som tillkom borgare.
Den som hade blivit borgare i en viss stad och alltså hade vunnit burskap där, hade vissa lagstadgade rättigheter såsom rätt att bedriva näringsverksamhet, hantverk eller handel men även skyldigheter, som att betala skatt till staden (se borgerlig tunga), delta i brandvakthållning och upplåta husrum åt soldater. Burskap förekom i Sverige (där institutet fortfarande finns kvar) och Finland och i andra länder under annat namn (se regionala variationer nedan). 
I Sverige har burskapet idag främst ett statusvärde och ger möjlighet att få understöd från vissa stiftelser och fonder. Beslut om burskap fattas av kommunstyrelsen eller den nämnd kommunfullmäktige bestämt. Behandling av frågor om burskap har ansetts utgöra myndighetsutövning, och rätten till burskap har, av  professorer och domstolar, ansetts vara en civil rättighet enligt artikel 6.1 i Europakonventionen. Detta innebär att en sökande har rätt att få tvist om burskap prövad i en rättvis rättegång i domstol, varvid såväl en laglighets- som lämplighetsprövning skall göras. Ett kommunalt beslut om burskap överklagas som förvaltningsbesvär och inte som kommunalbesvär, i varje fall om "det till burskapet i kommunen är knutet tydliga verkningar av ekonomisk karaktär".

## Etymologi
Burskap är ett historiskt svenskt uttryck, belagt sedan 1300-talet. Det svenska ordet kommer i sin tur från medellågtyskans bûrschap (där bûr, hus, betydde borgare) – jämför med latinets burscapium och tyskans Bürgerschaft .

## Historik

### Vinnande av burskap
Borgare var de som ägde burskap som handlande, hantverkade eller andra näringsidkare. Burskap var i allmänhet endast tillgängligt för myndiga män. En änka som drev verksamheten vidare kunde emellertid överta sin avlidne makes burskap, och i 1720 års skråordning stadgades att "Mästare Enkia må uppehålla Handtvärcket och Wärckstaden, så länge hon sitter Enkia och sig ährligen förhåller, utan något Ämbets-Beswär; och Åldermannen wara förplichtad at skaffa henne folk efter som lägenheten och tilfället medgifwer" (13 §). Det krävdes fordom att man ägde mark i staden, för att man skulle kunna vinna burskap. Den som var född i en borgerlig familj kunde i regel vid viss ålder automatiskt erhålla burskap. Likaså kunde burskap meddelas den som gift sig in i en borgarfamilj. Det fanns även s.k. kontingentborgare, som efter att ha erlagt s.k. genant, under kortare tid idkade handel med magistratens tillstånd, utan att äga burskap.
De nya burskapsägande borgarna svor, jämlikt Magnus Erikssons stadslag, en borgareed, att de skulle vara kungen trogna, fullgöra skyldigheterna mot staden efter sin förmåga, hjälpa sina medborgare inom och utom landet, och inte förtrycka eller fördärva den som inte begått brott.
| ”                                                                                   | Iak bidher mik swa gudh hielpa ok al helghon, at iak wil ok skal minom konunge troen wara, ok allan stadz ræt vppe halda epter minne mogho som för ær saght, ok min byaman fordha inlændis ok wtlændis, ok hwarghen nidher trykkia eller forderwa vtan brut | „ |
| – Borgareeden, ur konungabalkens femtonde kapitel, 1 §, i Magnus Erikssons stadslag | |   |

Sedermera svor de burskapsvinnande borgarna tro-, huldhets- och borgareed. Borgareeden kom ur bruk på 1870-talet, och eder för borgare avskaffades slutligt genom lag år 1896.
| ”                              | Jag N. N. lofwar och swär, wid Gud och Hans Heliga Evangelium, att jag städse skall wara min rätte Konung, den Stormaktigste Furste och Herre, [N. N.], Sweriges, Norges, Götes och Wendes Konung, samt det Kongl. Huset huld och trogen. Jag skall ock med lif och blod förswara det Konungsliga wäldet samt Riksdagens rättigheter; allt i öfwerensstämmelse med Rikets Grundlagar, dem jag till alla delar skall lyda och efterkomma. Detta lofwar jag på heder och samvete hålla, så sannt mig Gud hjelpe till lif och själ. | „ |
| – 1866 års tro- och huldhetsed | |   |

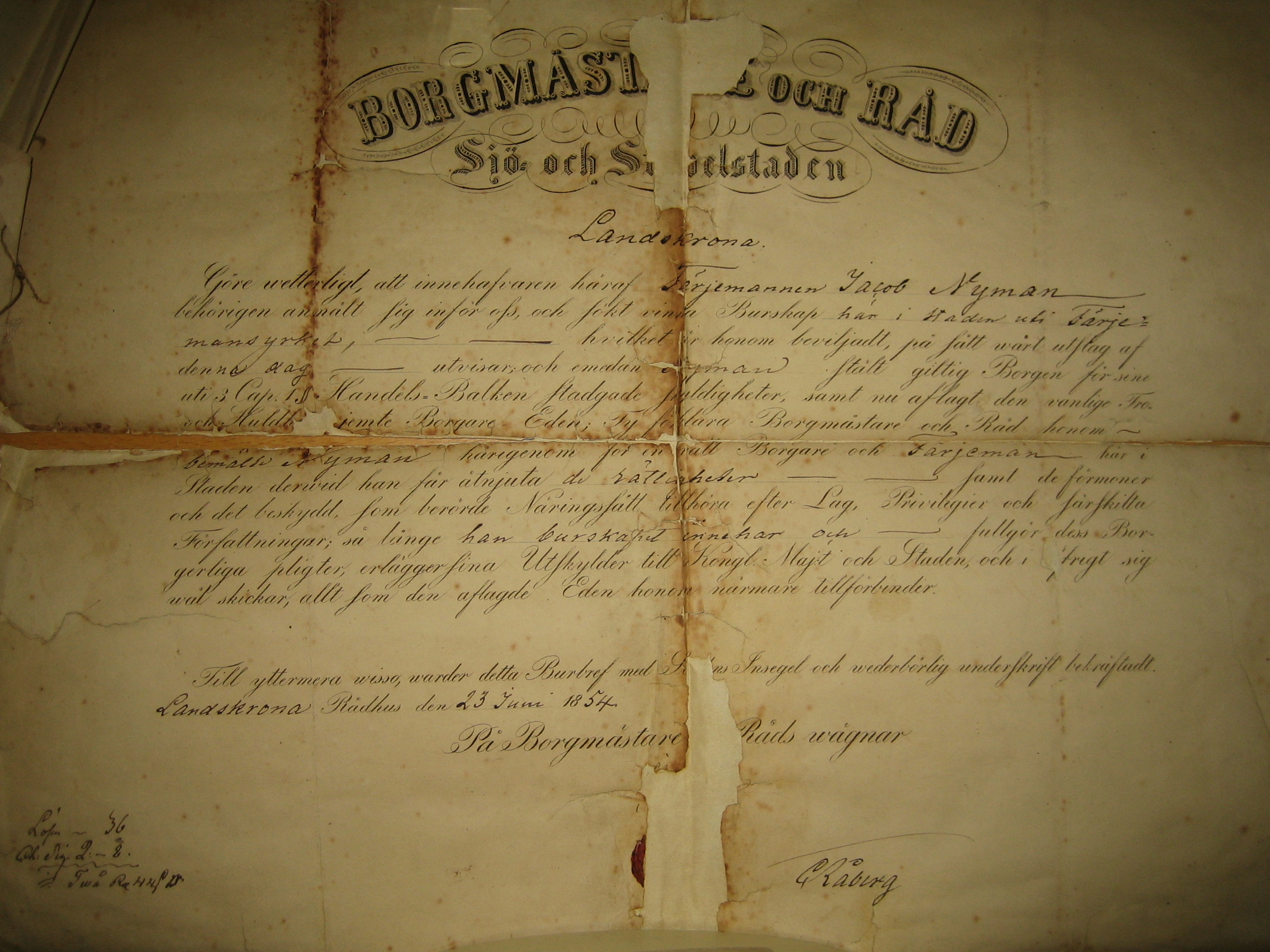
Burbrev utfärdat 1854 av magistraten i Landskrona, för färjemanen Jacob Nyman. Fotograf: Bengt Nyman

Inom olika näringsgrenar var kraven för burskap olika. För fabrikörer fanns inga lagstadgade krav på yrkesskicklighet. Några krav på genomgångna läro- och tjänsteår fanns inte heller för manufakturister, men dessa skulle uppvisa att de lärt sig det hantverk de ämnade bedriva. Bland hantverkare söktes burskap i regel efter en period som lärling och därefter en gesälltid på tre år, varefter personen blev mästare. Det fanns dock undantag och urmakaren Johan Barkman, som bland annat arbetade med urverket till Gustavi domkyrka, är ett sådant. Enligt en undersökning från Malmö, av hantverket där, tjänstgjorde lärlingar i genomsnitt i 4,2 år (skråförordningen stadgade 3-5 år), men betydande variationer fanns, och kortare tid än tre år räckte ibland. Inom handeln, där kraven på genomgången läro- och tjänstgöringstid var som högst ställda, skulle en handlande, för att vinna burskap, vara minst 27 år gammal och under tolv år tjänat som lärling och "köpsven". Det hände att lägre tjänstgöringstider, som 10 år, godtogs. För den som önskade idka utrikes sjöfart, krävdes "förutom god frejd att den sökande vid förhör visat sig ha nödvändiga kunskaper i navigering".
Då någon önskade burskap, bilades till ansökan den sökandes betyg samt intyg om den sökandes frejd, vilket utfärdades av en präst. Den sökande skulle ha god frejd (gott renommé), för att vinna burskap. Den hantverkande sökanden utförde även ett arbetsprov omnämnt "mästerstycke" (se även mästarbrev), som bedömdes av en skådemästare. Om skådemästaren ogillade provet, kunde detta leda till att personen ej blev mästare, och att burskap därmed ej beviljades.
Stadens borgerskap (före 1846 års näringsreform skrået, och därefter hantverksföreningen) skulle höras angående ansökningar om burskap, och personer som utövade samma yrke, som den sökande önskade utöva, önskade sällan konkurrens. Burskap beviljades av magistraten genom att den nye borgaren erhöll ett burbrev. Ett avslag på en ansökan om burskap, kunde, åtminstone i Stockholm, överklagas först till magistraten som sådan (efter att ha fattats av handelskollegium, som var ett domstolsliknande organ inom magistraten), sedan till Kommerskollegium och sist till Kungl. Maj:t. Den sistnämnde kunde genom kunglig nåd ge någon burskap, vilket även skedde. Magistraten och Kommerskollegium ändrade inte borgerskapets bedömning. Magistraten var inte formellt bunden av borgerskapets bedömning, men tillstyrkte borgerskapet hade magistraten inga skäl att gå emot dess önskemål.
Vid en jämförelse mellan handläggningen av ett burskapsärende före och efter näringsfrihetsreformen (1849 respektive 1875) fann Landsarkivet i Visby att "behandlingen av de två ansökningarna [är] nästan identisk" men att den ansökande 1875 "inte behövde avlägga något prov för att bevisa sina yrkeskunskaper", dvs. mästarprov, vilket landsarkivet spekulerar kunde bero på att "han två år tidigare, för fabriks- och hantverksföreningen avlagt gesällprov". Idag finns inga allmängiltiga bestämmelser som stipulerar att den som önskar burskap måste ha några speciella kvalifikationer, förutom att den idkar näring, handel eller hantverk. Särskilda bestämmelser kan dock finnas i kommuner som antagit burskapsreglementen, som i Uppsala, där endast den "som gjort sig känd för redbarhet och yrkeskunnighet" kan vinna burskap. Länsrätten i Kalmar har i en av kammarrätten senare undanröjd dom den 5 februari 2009 funnit att "det ligger i sakens natur och att det är förenligt med [burskaps]bestämmelsernas ordalydelse och dess syfte, att en person som ska beviljas burskap inom handel, näring eller hantverk måste kunna visa upp en dokumenterad mångårig erfarenhet samt skicklighet inom det aktuella området".

### Juridisk reglering
Vinnandet av burskap (att någon "winder bwrskap") fanns reglerat redan i den allmänna stadslagen, som utarbetades under 1350-talet, och fastställdes av kungen 1618. Reglerna i konungabalkens femtonde kapitel stadgade bland annat att den som önskade bli "byaman" (dvs. borgare) skulle erlägga fem öre till "foghaten ok borghamestarana" och borga för att han skulle vara borgare under minst sex års tid. En borgare skulle svära bland annat trohet till konungen (se ovan). Alla burskapsägande borgare skulle skrivas in i "stadzens book", den så kallade tänkeboken.
| ”                                                                 | Vil någor burskap vinna, ehvad han är inländsk eller utländsk man; söke thet hos Borgmästare och Råd, och höre the Stadens Borgerskap ther öfver: varder thet honom tå af Borgmästare och Råd beviljadt; sätte ther borgen, at han skal til thet minsta sex åhr i staden bo, och all stadens rätt och rättighet efter macht sin uppehålla; nämne ock then handel och näring, eller thet handtverk, ther han i stadens bok må inskrifvas före, och giöre så vanlig borgare ed; sedan gifves honom burbref ther å. | „ |
| – Handelsbalken 3 kap. 1 § såsom den löd vid ikraftträdandet 1736 | |   |

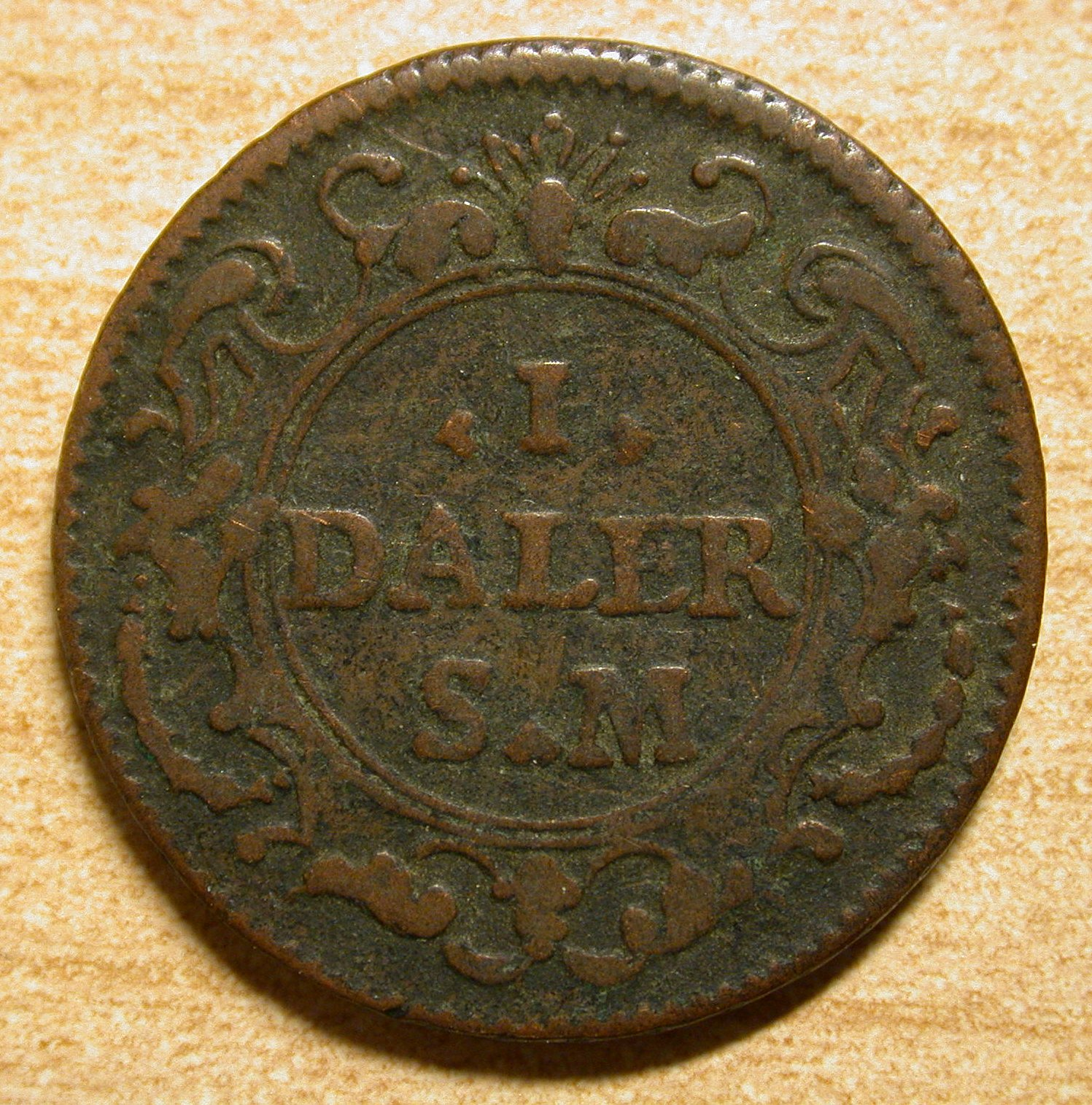
En daler, den valutaenhet som anges beträffande böter, i burskapskapitlet i handelsbalken

Vinnande av burskap regleras sedan 1734 års lag trädde i kraft i 3 kap handelsbalken. Enligt handelsbalken beviljas burskap av "borgmästare och råd", varmed avses magistraten. Särskilda föreskrifter om ålder, läro- och tjänstgöringstid etc., inom olika burskapsgrundande yrken, fanns i särskilda författningar, och finns idag i kommunala burskapsreglementen (se nedan). Även burskapsavgifter reglerades i allmän lag.
Enligt lagen (1964:653) om överflyttande av magistratens befattning med burskapsärenden m.m.(i kraft sedan 1965) är numera kommunstyrelsen eller den nämnd kommunfullmäktige bestämmer, ansvarig för ansökningar beträffande burskap och kommunstyrelsen i en kommun kan anta ett reglemente, att gälla istället för handelsbalkens regler. Länsstyrelsen skulle fram till 1977 fastställa sådana reglementen. Fram till 1896 svor den som önskade bli borgare en särskild borgared. Den burskapssökande skulle enligt handelsbalken ställa borgen för "att han skall till det minsta sex år i staden bo, och all stadens rätt och rättighet efter makt sin uppehålla". Enligt ett kungligt brev av den 19 maj 1806, har regeln om borgen endast avseende på "borgerliga utskylder" (avgifter) en borgare skall betala till staden, så att han inte är förhindrad att flytta ifrån den innan det gått sex år. Detta lagrum torde idag ha förlorat sin betydelse, eftersom inkomstskatt numera inte erläggs i förväg. En borgare skall, minst sex månader innan han slutar utöva sin borgerliga näring, eller flyttar från staden, säga upp sitt burskap. Har borgaren inte fått bevis om att han fullgjort sin borgarplikt, kan han inte dessförinnan vinna burskap i annan stad; flyttar han från staden ändå, skall han böta 50 daler. Ingen får vara borgare i två städer samtidigt, vid 50 dalers bot. (Om ett lagrum om daler ska tillämpas idag, motsvarar 1 daler 50 öre.) En utländsk undersåte, med hemvist i utlandet, fick inte vinna burskap. Burskap skrevs in i stadens tänkebok. I Finland upphävdes handelsbalkskapitlet om burskap 31 mars 1879.

### Reformer och fram till nutid
Burskapet hörde ihop med skråväsendet och statsmakternas vilja att reglera näringsidkandet i städerna. Borgerskapet utgjorde ett eget stånd i riksdagen. Enligt forskaren Erik Lindbergs avhandling Borgerskap och burskap efterlevdes burskapsbestämmelserna i högsta grad fram till den näringsreform som ägde rum 1846, genom vilken skråväsendet avskaffades. De burskapsägande borgarna sågs, trots att de utgjorde en liten del av städernas befolkning (3,4 % i Stockholm 1844), som städernas egentliga menighet, fram till kommunalreformen 1862, genom vilken även andra grupper än de fyra stånden (adel, präster, borgare och bönder) fick rösträtt. 1864 infördes allmän näringsfrihet och 1866 ägde representationsreformen rum, vilken innebar att ståndsriksdagen upphörde och tvåkammarriksdag infördes.

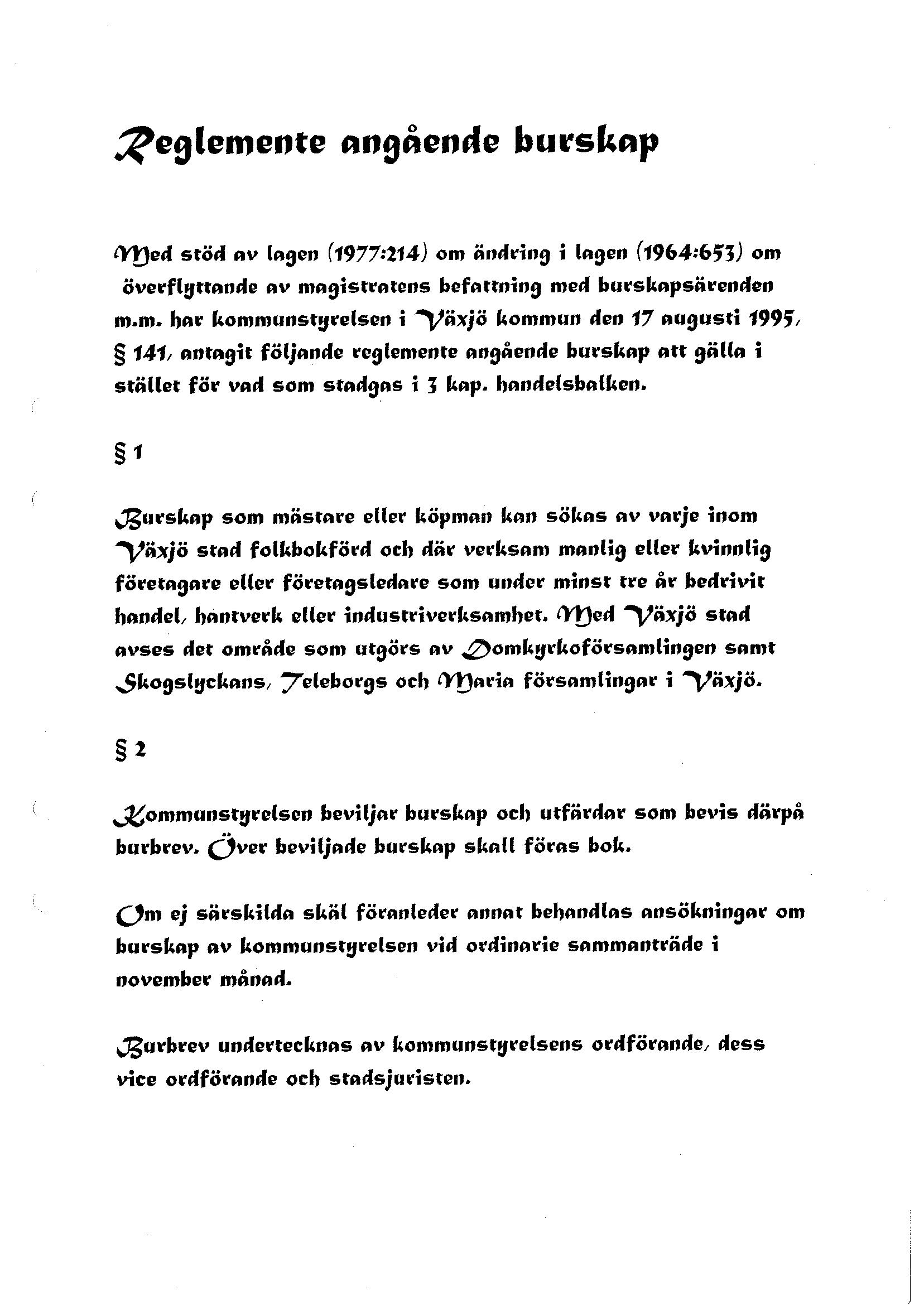
Första sidan ur Växjö kommuns reglemente om burskap

Burskapet får efter de angivna årtalen sägas ha förlorat det mesta av sin praktiska betydelse. Den som vunnit burskap kan dock i vissa städer få tillgång till förmåner i form av intagning på en inrättning som förvaltas av stadens borgerskap eller bidrag från borgerskapets kassor, stiftelser och fonder. Exempel på sådana i modern tid är "Hantverkande borgerskapets sjuk- och begrafningskassa och nödhjälpsfond" i Norrköping, vilken bildades 1839 och alltjämt existerar med oförändrade stadgar, samt Stiftelsen Borgerskapets Enkehus och Gubbhus i Stockholm, som skall "främja vård av äldre, behövande personer, i första hand medlemmar av det burskapsägande Borgerskapet i Stockholm samt deras barn och behövande äldre änkor", och idag har en förmögenhet på över 288 miljoner kronor,. 1964, då lagen om att stadens styrelse (från 1977 kommunstyrelsen) skulle överta magistratens befattning med burskapsärenden antogs, fanns av borgerskapet förvaltade fonder och stiftelser åtminstone i Stockholm, Uppsala och Karlskrona, förutom den nämnda kassan i Norrköping. I förarbetena till 1977 års ändring i 1964 års lag, uppges att borgerskapssammanslutningar möjligen kunde finnas på ytterligare något håll i landet. Burskapet kan även anses ha ett slags statusvärde för den som innehar det.
Norrköpings kommun har under en period (förmodligen 1967 - 2008) varit den enda kommun som alltjämt tillämpat handelsbalksbestämmelserna om burskap, och kommunstyrelsen hör där Hantverkande borgerskapet då någon ansökt om sådant. Även Växjö kommun behandlar ansökningar om burskap, sedan 1995 enligt ett särskilt reglemente, och utdelar burbrev (senast 2005). I Växjö yttrar sig Burskapsägande Borgerskapet, som 1992 firade 650-årsjubileum, om ansökningar om burskap. I Stockholm antog magistraten 1964 ett reglemente, enligt vilket Stockholms Borgerskaps Femtio Äldste omhänderhar behandlingen av ansökningar om burskap, och utdelande av burbrev sker i Stockholms stadshus, i november varje år. Det sista burskapet i Karlskrona meddelades den 10 april 1967, till en boktryckare. Ett burskapsägande borgerskap finns även i Uppsala där magistraten den 11 december 1965 antog ett burskapsreglemente, som fastslogs av länsstyrelsen den 25 januari 1965.

### I dag

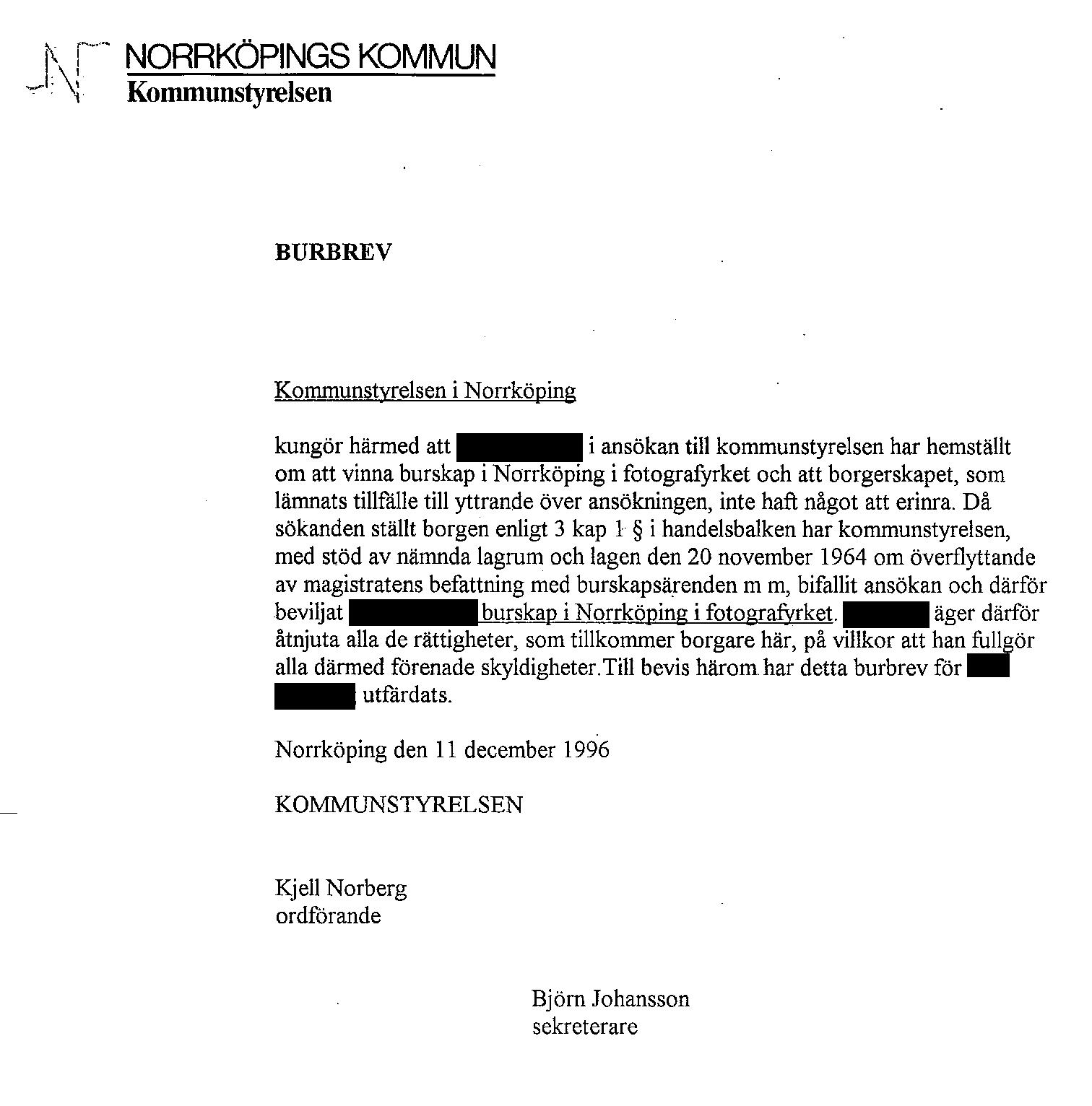
Burbrev utfärdat av Norrköpings kommun 1996 (borgarens namn struket)

I ett beslut från Kammarrätten i Jönköping den 1 april 2008 uttalar rätten att burskapsbestämmelserna i handelsbalken är tillämpliga för en kommun som inte antagit något burskapsreglemente. Rätten till burskap enligt handelsbalken är, enligt kammarrätten, en civil rättighet i Europakonventionens mening. Att det i kommunen saknas fonder, stiftelser, hem eller inrättningar för borgerskapet, är härvidlag utan betydelse. Behandlingar av ansökningar om burskap ansåg rätten vara en del av kommunens myndighetsutövning, en bedömning som delades av professorn i europeisk integrationsrätt Ulf Bernitz. Enligt kammarrätten kan det därför finnas rätt till domstolsprövning i fråga om rätt till burskap. Justitieombudsmannen Hans-Gunnar Axberger uttalade i ett beslut den 11 augusti 2008 angående en kommun som anmälts för att kommunstyrelsen inte behandlat ett burskapsärende, att det framgick att burskapssökandens "ansökan om burskap nu kommer att prövas av kommunstyrelsen" och att han "finner därför inte tillräcklig anledning att vidta någon ytterligare åtgärd". Justitiekanslern har den 6 mars 2009 uppgivit att "[n]är den ideella föreningen Stockholms Borgerskap prövar ansökningar om burskap har det i praxis ansetts att det är fråga om myndighetsutövning" varför "[p]ersoner som utför sådan verksamhet står [] under Justitiekanslerns tillsyn". Ärendet gällde huruvida Stockholms Borgerskap var tvunget att lämna ut handlingar om burskapssökande, och Justitiekanslern fann att Borgerskapet inte behövde lämna ut sådana handlingar, eftersom det inte föreskrevs i bilagan till sekretesslagen.
Sedan kammarrättens beslut har burskapsärenden beretts bland annat i Kalmar, Linköping samt på Gotland. Kommunerna avslog ansökningarna, och domstolarna beviljade inte de burskapssökande rätt till domstolsprövning, eftersom de ansåg att besluten inte hade några rättsverkningar för dem, i och med att det inte fanns "förmåner förknippade med burskap" i kommunerna. Professor emeritus i folkrätt, Göran Lysén, har i januari 2009 i ett yttrande som ingivits till länsrätten i Kalmar, som prövat ett burskapsärende, uttalat att "[b]estämmelserna om burskap har inte upphävts eller blivit obsoleta eller på annat sätt kommit ur bruk" samt att "[l]agen gäller alltså för alla och envar". Han framförde även att beslut om burskap ska prövas i sak, som vid förvaltningsbesvär, och inte bara beträffande lagligheten, som vid laglighetsprövning.
Kammarrätten i Jönköping har år 2010 något reviderat sin tidigare uppfattning. "Den omständigheten att handelsbalkens bestämmelser om burskap fortfarande är tillämpliga och har väsentligen samma lydelse, kan ... inte tas till intäkt för att burskapsinstitutet idag tillgodoser samma funktion som när bestämmelserna först tillkom" konstaterar rätten, och framför att beslutet från 2008 ska tolkas som att "prövning i form av förvaltningsbesvär 'i och för sig kan' finnas i ett burskapsärende om omständigheterna i det enskilda fallet ger anledning att anta att det till burskapet i en viss kommun är knutet tydliga verkningar av ekonomisk karaktär" och påminner om att "burskapets verkningar, i förekommande fall, kan antas komma att skilja sig åt mellan kommunerna eftersom varje kommun förfogar över möjligheten att åsidosätta handelsbalkens bestämmelser om burskap till förmån för ett kommunalt burskapsreglemente." Uppfattningen om att ekonomiska rättsverkningar krävs för att rätt till domstolsprövning ska finnas, delades år 2011 även av Justitiekanslern.
Frågan om rätt till domstolsprövning i burskapsärenden har ännu inte prövats av Högsta förvaltningsdomstolen, varför frågan inte är slutligt avgjord i Sverige. Den 26 januari 2012 avvisade Europeiska domstolen för de mänskliga rättigheterna i tre avgöranden (mål nr. 8453/11, 50245/11 och 40226/11) meddelade av samma ensamdomare (Angelika Nußberger) klagomålen från tre personer, vilka förgäves försökt erhålla svensk domstols prövning av kommunala beslut att avslå deras burskapsansökningar. "The Court found that the proceedings referred to did not involve the determination of a civil right ... within the meaning of Article 6 of the Convention" uppgav domstolen.

## Regionala variationer

### Tyskland
I Tyskland används i dag borgerskap (Bürgerschaft) som beteckning på parlamentet i två av förbundsländerna, hansastäderna Bremen och Hamburg. Detta motsvarar Lantdagen i de flesta andra förbundsländer.

## Fotnoter
1. ↑   Burskap i Nordisk familjebok (första upplagan, 1878)
2. ↑  Erik Lindberg: Borgerskap och burskap, Uppsala 2001, s 41
3. 1 2  Burskap: ett obsolet rättsinstitut eller en mänsklig rättighet?, Förvaltningsrättslig Tidskrift, 4/2008, s 432
4. ↑  Se Europakonventionen i svensk översättning Arkiverad 16 november 2006 hämtat från the Wayback Machine.
5. ↑  I förvaltningslagen (1986:223) står (i 3 §) att "[b]estämmelserna om överklagande i denna lag tillämpas dock alltid om det behövs för att tillgodose rätten till domstolsprövning av civila rättigheter eller skyldigheter enligt artikel 6.1 i den europeiska konventionen den 4 november 1950 om skydd för de mänskliga rättigheterna och de grundläggande friheterna."
6. ↑  Kammarrättens i Jönköping yttrande 2010-10-14 i ärende med dnr. AD 20/2010-427, s 3
7. ↑  Ann-Sofie Ohlander: Staten var en man...? Arkiverad 5 mars 2009 hämtat från the Wayback Machine. sidorna 14 och 16
8. ↑  Sofia Gustafsson, Svenska städer i medeltidens Europa, Universitetsservice US-AB, Stockholm 2006, s 98
9. ↑  Kontingentborgare i Nordisk familjebok (andra upplagan, 1911)
10. ↑  Elin Malmer, De försvunna ederna: Samhällets rationalisering och avskaffandet av tro- och huldhetseden samt befattaningsederna, Scandia 1996 (62), s 258, 263
11. ↑  Erik Lindberg: Borgerskap och burskap, Uppsala 2001, s 40
12. ↑  Erik Lindberg: Borgerskap och burskap, Uppsala 2001, s 78, not 11
13. 1 2  Erik Lindberg: Borgerskap och burskap, Uppsala 2001, s 78
14. ↑  Burskap i Nordisk familjebok (andra upplagan, 1905)
15. ↑  Erik Lindberg: Borgerskap och burskap, Uppsala 2001, s 80
16. ↑  Förordningen 3 juli 1816 angående vad iakttagas bör, vid meddelande av burskap och rättighet att idka utrikes sjöfart
17. ↑  Enligt Nationalencyklopedin utfärdades sådana s.k. frejdebetyg, som krävdes för att utöva vissa yrken, fram till 1918.
18. ↑  ”Burskapsansökningar, ur Kalmar rådhusrätts och magistrats arkiv”. Riksarkivet. Arkiverad från originalet den 7 september 2012. https://archive.is/20120907222603/http://www.riksarkivet.se/default.aspx?id=7868&ptid=0&column=title&value=Burskapsans%C3%B6kningar,+ur+Kalmar+r%C3%A5dhusr%C3%A4tts+och+magistrats+arkiv. Läst 13 april 2012.
19. ↑  Borgare och borgerskap
20. ↑  Erik Lindberg: Borgerskap och burskap, Uppsala 2001, s 81
21. ↑  E-brev från Erik Lindberg 2008-09-10
22. ↑  Landsarkivet i Visby, Ang burskap, dnr. ViLA 421-2008/837
23. ↑  2 § i Reglemente för burskapsägande borgare i Uppsala, återgiven i Länsstyrelsens i Uppsala län resolution i ärende angående fastställelse av reglemente för burskapsägande borgare i Uppsala, given Uppsala slott i landskansliet den 25 januari 1965
24. ↑  Länsrättens i Kalmar län dom 2009-02-05, i mål 1798-08
25. ↑  Byaman i Nordisk familjebok (första upplagan, 1878)
26. ↑  Magnus Erikssons stadslag, KgB 15, ingressen, 1 § och 3 §
27. ↑  Se prop. 1976/77:1, s 47
28. ↑  Lag d. 29 maj 1896 om upphäfvande af föreskrifterna ang. borgareed
29. ↑  Burskap: ett obsolet rättsinstitut eller en mänsklig rättighet?, Förvaltningsrättslig Tidskrift, 4/2008, s 438
30. ↑  NJA 1914 s 60, NJA 1957 s 539
31. ↑  Det som sagts framgår direkt av handelsbalkens tredje kapitel Arkiverad 23 mars 2008 hämtat från the Wayback Machine..
32. ↑  Erik Lindberg: Borgerskap och burskap, Uppsala 2001, s 88
33. ↑  Erik Lindberg: Borgerskap och burskap, Uppsala 2001, s 14
34. ↑  ”Hantverkande Borgerskapet: Burskap”. Arkiverad från originalet den 6 december 2013. https://web.archive.org/web/20131206191126/http://lesgnats.webs.com/hantvb.pdf. Läst 7 november 2011.
35. ↑  Hantverkets Bostadsstiftelse Lida Kullar: Borgerskapet
36. ↑  Länsstyrelsernas stiftelsedatabas: Stiftelsen Borgerskapets Enkehus och Gubbhus Arkiverad 6 december 2013 hämtat från the Wayback Machine.
37. ↑  Lag (1977:214) om ändring i lagen (1964:653) om överflyttande av magistratens befattning med burskapsärenden m.m.
38. ↑  Kungl. Maj:ts proposition nr 163 år 1964, s 91
39. ↑  Prop. 1976/77:1 s 202
40. ↑  Se Burskap: ett obsolet rättsinstitut eller en mänsklig rättighet?, Förvaltningsrättslig Tidskrift, 4/2008, s 431, och kommunstyrelsens beslut om burskap i Norrköping 2011-11-08 i ärende KS-617/2010
41. ↑  Att Norrköping år  1976 var den enda kommun, som alltjämt tillämpade handelsbalksbestämmelserna, uppgavs i prop. 1976/77:1, s 202, där det även framförs att övriga kommuner, där burskapsinstitutet fanns kvar, hade antagit burskapsreglementen.
42. ↑  Hantverkande borgerskapet yttrar sig över ansökningar om att vinna burskap[död länk], Norrköpings kommun, 7 december 2007
43. ↑  Detta framgår bl.a. av revisionsrapporten Granskning av kommunstyrelsens ledning, styrning och uppföljning[död länk], sidan 4.
44. ↑  ”Redovisning för utdelningen af de till Wexjö brandskadade influtne gåfvomedel”. Libris katalogisering. Kungliga biblioteket. https://libris.kb.se/katalogisering/p60pcrf15165jrm. Läst 3 mars 2024.
45. ↑  Svar från stadsnotarien vid Stockholms kommun, 2008-04-07
46. ↑  Borgarnytt, nummer fem, december 2007[död länk], s 2
47. ↑  Svar från kommunarkivarien i Karlskrona, 2009-01-19
48. ↑  Se www.borgerskapet.com.
49. ↑  Se Länsstyrelsens i Uppsala län resolution i ärende angående fastställelse av reglemente för burskapsägande borgare i Uppsala, given Uppsala slott i landskansliet den 25 januari 1965
50. ↑  Kammarrättens i Jönköping beslut 2008-04-01, i mål 1010-08, s 2; läs relevant del här
51. ↑  Se beslut i ärende 3180-2008
52. ↑  Justitiekanslerns skrivelse 2009-03-06, i ärende 1100-09-21
53. ↑  Se bl.a. Kammarrättens i Jönköping beslut 2009-05-11 i mål nr. 610-09
54. ↑  Professor ger stöd åt krav på burskapsbrev, Östra Småland, A-delen 2009-01-15, s 2
55. ↑  Se Kammarrättens i Jönköping yttrande 2010-10-14 i ärende med dnr AD 20/2010-427.
56. ↑  Se Justitiekanslerns beslut 2011-09-22 i ärende med dnr 5450-10-40.